# MONO Architekten
MONO Architekten ist ein deutsches Architekturbüro, das 2013 von Jonas Greubel, Daniel Schilp und André Schmidt in Berlin gegründet wurde.

## Partner
Jonas Greubel studierte Architektur an der Alanus Hochschule für Kunst und Gesellschaft in Alfter und der UdK Berlin.
Daniel Schilp absolvierte eine Zimmereilehre und studierte Architektur an der Alanus Hochschule für Kunst und Gesellschaft und der Universidade Regional de Blumenau in Brasilien. Er war von 2010 bis 2014 als Dozent an der Alanus Hochschule tätig.
André Schmidt studierte Architektur an der TU Karlsruhe und der UdK Berlin.
MONO Architekten zeichnet sich durch einen vielseitigen und offenen Ansatz aus, der sich unter anderem in der Diversität ihrer Projekte widerspiegelt. Zu den wichtigsten realisierten Projekten zählen das Hortgebäude der Waldorfschule am Prenzlauer Berg in Berlin, die Tank- und Rastanlage Leubinger Fürstenhügel sowie ein Ensemble in Neuenburg am Rhein mit Parkhaus, Brücke, öffentlichem Platz und Aussichtsturm.
Das Hortgebäude der Waldorfschule wurde als Holzbau mit Strohballendämmung und Lehmbaustoffen im Sinne eines ressourcenschonenden Ansatzes realisiert. In Neuenburg am Rhein prägt perforierter Stampfbeton das markante städtebauliche Ensemble am Ortseingang, während sich die Tank- und Rastanlage durch eine zurückhaltende Gestaltung auszeichnet, die eine ruhige Atmosphäre schafft und den benachbarten bronzezeitlichen Fürstenhügel in den Mittelpunkt stellt. Ein begleitender Lehrpfad erweitert die Ausstellung zum Fürstengrab in den Außenraum und verknüpft Architektur und Landschaft. 

## Bauwerke
- 2015–2017: Neubau Hortgebäude und Sanierung Bestandsgebäude Freie Waldorfschule am Prenzlauer Berg, Berlin[7]
- 2015–2021: Neubau Tank- und Rastanlage Leubinger Fürstenhügel, Sömmerda[8]
- 2015–2023: Neubau Parkhaus, Brücke, Platz und Aussichtsturm Areal am Kronenrain, Neuenburg am Rhein[9]

## Auszeichnungen und Preise
- 2018: Bundeswettbewerb HolzbauPlus 2018, Preisträger: Hortgebäude Freie Waldorfschule am Prenzlauer Berg[10]
- 2019: DAM Preis 2020, Nominierung: Hortgebäude Freie Waldorfschule am Prenzlauer Berg[11]
- 2020: db-Preis Bauen im Bestand „Respekt und Perspektive“, Anerkennung: Sanierung des Bestandsbaus der Waldorfschule am Prenzlauer Berg[12]
- 2020: Fritz-Bender-Baupreis: Hortgebäude Freie Waldorfschule am Prenzlauer Berg[13]
- 2022 Architekturpreis der Architektenkammer Thüringen, Anerkennung: Tank- und Rastanlage Leubinger Fürstenhügel[14]
- 2022: DAM Preis 2023, Shortlist: Tank- und Rastanlage Leubinger Fürstenhügel[15]
- 2023: Materialpreis, Auszeichnung in der Kategorie Materialeinsatz: Tank- und Rastanlage Leubinger Fürstenhügel[16]
- 2023: Materialpreis, Auszeichnung in der Kategorie Material: das Areal am Kronenrain[17]
- 2024: Staatspreis Baukultur Baden-Württemberg, Anerkennung in der Kategorie Infrastruktur/- Ingenieurbau: Areal am Kronenrain[18]
- 2024: Archello Award „Building of the Year 2024“: Areal am Kronenrain[19]
- 2024: DAM Preis 2025, Nominierung: Areal am Kronenrain[20]

## Wettbewerbe (Auswahl)
- 2014: Hortgebäude Waldorfschule am Prenzlauer Berg in Berlin 1. Preis[21]
- 2015: Tank- und Rastanlage an der Bundesautobahn A 71 Leubinger Fürstenhügel, Sömmerda, 1. Preis[22]
- 2015: Mainzer Tor Miltenberg, 3. Preis[23]
- 2016: Areal am Kronenrain, Neuenburg am Rhein, 1. Preis[24]
- 2018: Neugestaltung des Konrad-Adenauer-Platzes und Revitalisierung des Bahnhofsumfeldes in Düsseldorf, 1. Preis Ideenteil, 2. Preis Realisierungsteil[25]
- 2018: Kindergarten Waldorfschule Werder (Havel), 3. Preis[26]
- 2019: Kooperatives Planerverfahren Firmenzentrale Waschbär GmbH, Kenzingen, 1. Preis[27]
- 2020: Feuerwehrhaus in Bad Bramstedt, 2. Preis[28]
- 2021: Geschichtsort Kyffhäuser, Museale Nutzung des Denkmalareals, Sondershausen, 2. Preis[29]
- 2021: Hauptbahnhof Hamburg, Erweiterung des Bahnhofsgebäudes und Entwicklung des Umfelds, Anerkennung[30]
- 2022: Neugestaltung Hopfenmarkt mit Archäologischem Fenster in Hamburg, 2. Preis[31]
- 2023: Landesgartenschau 2027 in Lutherstadt Wittenberg, 2. Preis[32]
- 2024: Neugestaltung Bahnhofsumfeld Bünde, 1. Preis[33]
- 2025: Neubau Ellbachzentrum Niederzier, 1. Preis[34]